# Joseph Francis Martino
Joseph Francis Martino (* 1. Mai 1946 in Philadelphia) ist ein US-amerikanischer Geistlicher und Altbischof von Scranton.

## Leben
Der Rektor des Päpstlichen Nordamerika-Kollegs, James Aloysius Hickey, weihte ihn am 18. Dezember 1970 zum Priester des Erzbistums Philadelphia.
Papst Johannes Paul II. ernannte ihn am 24. Januar 1996 zum Weihbischof in Philadelphia und Titularbischof von Cellae in Mauretania. Der Erzbischof von Philadelphia, Anthony Joseph Kardinal Bevilacqua, spendete ihm am 11. März desselben Jahres die Bischofsweihe; Mitkonsekratoren waren Francis Schulte, Erzbischof von New Orleans, und Edward Peter Cullen, Weihbischof in Philadelphia.
Am 25. Juli 2003 wurde er zum Bischof von Scranton ernannt und am 1. Oktober desselben Jahres in das Amt eingeführt. Während seiner Amtsperiode bezahlte das Bistum Scranton eine Entschädigung in Höhe von 450.000 US$ an einen sexuell missbrauchten Jugendlichen, wodurch der im Bistum eingesetzte Prälat Carlos Urrutigoity einem Strafurteil entging. Von seinem Amt trat Martino am 31. August 2009 zurück.